# Covent Garden (London Underground)

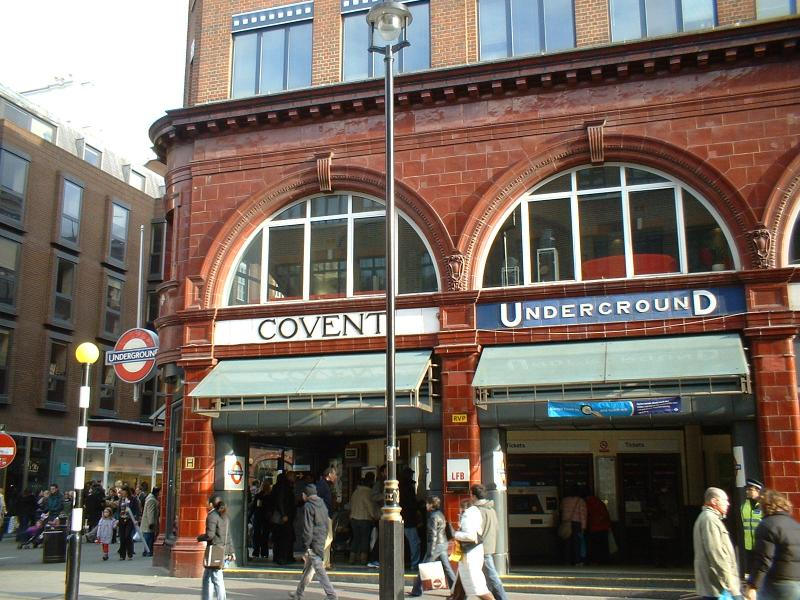
Station Covent Garden

Covent Garden ist eine unterirdische Station der London Underground in der Nähe des Einkaufsviertels Covent Garden im Stadtbezirk City of Westminster. Sie liegt in der Travelcard-Tarifzone 1 und wird von der Piccadilly Line bedient. Im Jahr 2013 nutzten 21,17 Millionen Fahrgäste die Station.

## Architektur
Die vom Architekten Leslie Green entworfene Station wurde am 11. April 1907 durch die damalige Great Northern, Piccadilly and Brompton Railway (Vorgängergesellschaft der Piccadilly Line) eröffnet. Sie ist eine der wenigen im Zentrum Londons, deren Bahnsteige nur durch Aufzüge oder steile Treppen erreicht werden können. Besonders an Samstagnachmittagen, wenn im benachbarten Einkaufsviertel mehr Menschen als sonst unterwegs sind, ist die Anlage überfüllt. Zeitweise galt eine Regelung, dass an Samstagnachmittagen nur aus-, aber nicht eingestiegen werden durfte. Transport for London kündigte an, in naher Zukunft einen zweiten Ausgang zu bauen. Wegen der Terroranschläge vom 7. Juli 2005 war die Station einige Wochen lang geschlossen, am 4. August 2005 erfolgte die Wiedereröffnung.

## Stellung im Streckenplan
Covent Garden ist 260 Meter oder 20 Sekunden Fahrzeit von der Station Leicester Square entfernt. Dies ist die kürzeste Distanz zwischen zwei Stationen im gesamten Netz der Underground. Der Fußweg zwischen beiden Stationen dauert kürzer als die Fahrt mit der U-Bahn. Dennoch ist die Zukunft der Station Covent Garden gesichert, da sonst die Station Leicester Square vor allem an Wochenenden an ihre Kapazitätsgrenzen stoßen würde.